# نام‌گرایی
نام‌گرایی (به انگلیسی: Nominalism) یا اصالت تسمیه، نظری فلسفی است در متافیزیک که اعلام می‌کند موجودات دارای ماهیت یا ذات نیستند و تعریف‌ها در کل به گوهر موجودات بازنمی‌گردند و بیان عینی یا بازتاب واقعی نیستند؛ بلکه برداشت‌هایی هستند که خودمان آن‌ها را در مورد چیزها و امور مطرح کرده‌ایم. تمامی عنوان‌ها و اصطلاح‌های کلی از جمله آن‌ها که گویا قرار است در منطق، نوع و جنس را متمایز و مشخص کنند، اسامی قراردادی هستند؛ یعنی نشانه‌ها یا نمادهایی برخاسته‌اند و وجود عینی و واقعی ندارند. فقط امور خاص و مشخص وجود دارند. امور کلی یا جهان‌شمول یعنی امور تجریدی، ایده‌ها و ذات‌ها وجود عینی ندارند و جز زاده‌های تخیل یا زبان ما به حساب نمی‌آیند. سرخی در دنیا نیست؛ چیزهایی وجود دارند که سرخ هستند. از نظر یک نام‌گرا اموری که با یک نام خوانده می‌شوند، در هیچ چیز با هم شریک نیستند، مگر همان نام.

در متافیزیک نام‌گرائی بر این باور استوار است که کلیات و اشیاء مجرد وجود واقعی‌ای جز تنها در نام یا برچسب ندارند. دست کم دو خوانش اصلی از نام‌گرائی وجود دارد. یک خوانش وجود کلیات-چیزهائی که می‌توانند توسط چیزهای خاصی مصداق پیدا کنند یا نمودار شوند- (مانند: نیرو، انسانیت) را انکار می‌کند. خوانش دیگر بخصوص وجود اشیاء مجرد – اشیائی که در فضا و زمان وجود ندارند- را انکار می‌کند. اکثر نام‌گرایان بر این باورند که ویژگی‌های مادی موجود در فضا و زمان واقعی هستند و کلیات تنها پساواقعیات‌اند که از اشیاء معین نتیجه می‌شوند. اما برخی خوانش‌های نام‌گرائی معتقدند که برخی ویژگی‌ها کلیات مجرد هستند (مانند: اعداد)، حال آن که برخی دیگر کلیات ملموس‌اند-کلیاتی که واقعاً در فضا وزمان وجود دارند-(مانند: ستون‌ها، مارها و موزها). 
نامگرائی در آغاز گونه‌‌ای موضع‌گیری در برابر مسألۀ کلیات بود که تاریخ آن به زمان افلاطون باز می‌گردد و در برابر فلسفه‌های واقع‌گرا مانند واقع‌گرائی افلاطونی  قرار می‌گیرد که تأکید دارد کلیات فراتر از ویژگی‌ها نیز وجود دارند. اما واژۀ نام‌گرائی از بحث‌های فلسفۀ قرون وسطائی با روسلینوس گرفته شده است. 
به نظر می‌رسد واژۀ نام‌گرائی از واژۀ (nomen) به معنای نام آمده باشد. جان استوارت میل نام‌گرائی را در حکمت زیر خلاصه می‌کند: هیچ چیز کلی به جز نام‌ها وجود ندارد
در فلسفۀ حقوق، نام‌گرائی جایگاه خود را در واژۀ (نام‌گرائی قانونی) باز می‌یابد.

## نام‌گرایی در جهان اسلام
غلامحسین ابراهیمی دینانی دربارهٔ نام‌گرایی در جهان اسلام که در کتاب ماجرای فکر فلسفی به آن می‌پردازد، می‌گوید: «ابن تیمیه عقلی را که با نقل در تعارض است، غیر از عقلی می‌داند که به وسیله آن اثبات صحت نقل می‌توان کرد. او در این سخن انگیزه‌ای خاص داشته و هدف معینی را دنبال می‌کند؛ ولی افزون بر آنچه ذکر شد، عامل دیگری در تمایل به این عقیده دخالت دارد، که نمی‌توان آن را نادیده انگاشت. آن عامل چیزی جز این نیست، که ابن تیمیه تحقق کلی را انکار کرده و در صحنه اندیشه همانند یک «نومینالیست» موضع گرفته‌است.»
«کسانی که با تاریخ فلسفه آشنایی دارند به خوبی می‌دانند که نحوه وجود کلیات، همواره محل بحث و گفتگو بوده و منازعات بسیاری در این باب انجام پذیرفته است. کسانی بر این عقیده‌اند که کلی به هیچ نحو تحقق نداشته و آنچه از آن در دست است جز یک نام چیز دیگری نیست. طرفداران این عقیده «نومینالیست» شناخته می‌شوند و تعداد آن‌ها به هیچ وجه اندک نیست. در مقابل این گروه کسانی را می‌شناسیم که تحقق کلیات را انکار نمی‌کنند ولی در نحوه تحقق کلی با یکدیگر اختلاف دارند.»
عبدالکریم سروش در بخشی از  سخنرانی‌های مربوط به سلوک دیندارانه ادعا می‌کند، تفکر اشاعره شباهت‌های فراوانی با تفکرات نام‌گرایان دارد. او بیان می‌کند نام‌گرایان منکر ضرورت و ذات بودند و معتقد اند امورات و اتفاقات بر حسب عادت روی می‌دهد نه ضرورت. همچنین در تفکر نام‌گرایی خداوند ناتوان از خلق بیش از یک جهان نیست. این تفکر راه را برای جولان دادن علم گشود، زیرا که نشان داد، که ممکن است، غیر از این عالم عوالم دیگری نیز وجود داشته باشد. خداوند در مرتبه بالاتری از هر نظم فلسفی یا قوانین اخلاقی و رابطه علی و معلولی است. رابطه ضروری اساساً وجود ندارد، تا بگوییم خداوند نمی‌تواند پا بر روی ضروریات بگذارد. قوانین علوم، به‌جز ریاضی و منطق، کاشف نظم‌ها است، نه ضروریات و ذات. او معتقد است، نام‌گرایی نقطه پایان سده‌های میانه و بالعکس سرآغاز ورود بشریت به جهان جدید است. زیرا عقل از ذات‌پنداری و تنگ‌نای ناشی از آن می‌رهد. پوزیتیویسم و اومانیسم و اگزیستانسیالیسم از محصولات این مکتب فلسفی است.
همچنین سروش معتقد است، که ملاصدرا با مطرح کردن فلسفه اصالت وجود،  از آن رو که ماهیت و ذات را نفی می‌کند، در زمره نام‌گرایان می‌گنجد.